# Institut für Automation
Das Institut für Automation war ein von der  Sparkassenorganisation gegründetes Institut, dass sich mit der Bankautomation, vor allem des Zahlungsverkehrs, auseinandersetzte. Es bestand von 1964 bis 1974 und trug maßgeblich zur Vereinheitlichung und Automatisierung des Zahlungsverkehrs in der Bundesrepublik Deutschland bei. Es wurde 1964 vom Deutschen Sparkassen- und Giroverband (DSGV) gegründet und löste damit den dort bereits bestehenden Arbeitskreis für Automation ab. 1968 stieg die Bundesbank im Rahmen einer Forschungsgemeinschaft zur Zahlungsverkehrsautomation zu 50 % in das IfA ein – eine Entscheidung, die in der Kreditwirtschaft mit Argwohn begutachtet wurde. 1974 wurde es auf Grund interner Streitigkeiten aufgelöst. Konfliktpunkt war vor allem die Kompetenzreichweite des Institutes. Vor allem regionale, mittlere und kleinere Sparkassen sahen sich in ihrer Eigenständigkeit durch die Vorgaben des Institutes für Automation bedroht. Die ehemaligen Mitarbeiter des Instituts wurden zurück in den DSGV überführt und bildeten dort die Abteilung Datenverarbeitung.